# Roger Peyrefitte
Pour les articles homonymes, voir Peyrefitte.
Ne doit pas être confondu avec Alain Peyrefitte.
Pierre Roger Peyrefitte, connu sous le nom Roger Peyrefitte, né le 17 août 1907 à Castres et mort le 5 novembre 2000 dans le 16e arrondissement de Paris, est un écrivain français, auteur de romans, d'une anthologie de textes grecs et de biographies historiques.
Citant Albert Dauzat, il indique que son patronyme signifie en occitan « pierre fichée, ou dressée », « symbole de solidité, de rectitude ». Il serait un cousin éloigné du ministre de l'Information gaulliste et académicien Alain Peyrefitte, qu'il fréquente à Paris.

## Biographie
Roger Peyrefitte est le fils de Jean Peyrefitte et d'Eugénie Jamme.
Roger Peyrefitte entre à l'âge de neuf ans au collège lazariste de Saint-Benoît-d'Ardouane, à Riols dans l'Hérault, collège qui servit de modèle pour son premier roman Les Amitiés particulières. Il poursuit ses études secondaires au Caousou à Toulouse et à Foix, puis à la faculté des lettres de Toulouse. Il entre enfin à l'École libre des sciences politiques, dont il sort major en 1930.
Devenu diplomate, il est nommé troisième secrétaire à la légation de France à Athènes en 1933. Il quitte ce poste en 1938 pour éviter un scandale à la suite d'une relation homosexuelle avec le jeune protégé d'un amiral grec (l'épisode sera romancé dans Les Ambassades). Revenu à Paris, il est arrêté au jardin du Luxembourg en 1940 et donne sa démission en octobre de la même année pour ne pas encourir une sanction de révocation que le ministère des Affaires étrangères s'apprêtait à prononcer à la suite d'une autre « grave affaire de mœurs dévoilée par les services de police » (dans son œuvre, il s'agit d'une suspicion de détournement d'un adolescent).
Il se retire alors à Alet-les-Bains dans la demeure acquise par ses parents et y commencera l'écriture de son livre Les Amitiés particulières.
Il est réintégré par une mesure de caractère exceptionnel en mai 1943 par l'intervention directe de l'ambassade d'Allemagne auprès de Pierre Laval, selon le Quai d'Orsay. Il prétendra plus tard (Propos Secrets, tome 1) qu'il ne s'agissait pas d'une intervention des Allemands mais de Madame de Barante, aristocrate auvergnate, auprès de l'Auvergnat Pierre Laval.
Il est nommé à Paris et travaille sous les ordres du très pro-allemand Fernand de Brinon, délégué général dans les territoires occupés, surnommé l'« ambassadeur de France à Paris », du 3 novembre 1943 à 1944[source insuffisante].
Il est révoqué le 24 février 1945 par la commission d'épuration du ministère des Affaires étrangères. Il prétendra avoir été victime de la vengeance de sa collègue Suzy Borel[réf. nécessaire], devenue l'épouse de Georges Bidault, qu'il surnomme dans Propos Secrets (tome 1) « la hyène du Quai d'Orsay ou « Miss Crapote ».
Après cette courte carrière de diplomate, Peyrefitte se consacre entièrement à l'écriture et devient pendant la seconde moitié du XXe siècle l'un des écrivains français les plus brillants mais aussi les plus controversés. Sa révocation sera annulée en 1960 par le tribunal administratif (dont l’arrêt sera confirmé en 1962 par le Conseil d’État) mais annulé par le même tribunal en 1978.
Au cours du tournage en l'abbaye de Royaumont de l'adaptation de son livre Les Amitiés particulières, Peyrefitte rencontre en mars 1964 Alain-Philippe Malagnac d'Argens de Villèle, alors âgé de douze ans et demi. Leur relation dura plusieurs années et celui-ci deviendra son fils adoptif puis son secrétaire particulier. C'est pour financer (et renflouer) les diverses affaires entreprises par Malagnac, comme le night-club « Le Bronx », rue Sainte-Anne à Paris, un des premiers ouvertement homosexuels, que Peyrefitte vendit aux enchères publiques de 1974 à 1977 ses collections de monnaies, de livres rares et de sculptures antiques, dont son célèbre « Musée secret » constitué de rares objets érotiques, ce qui inspira à Guy Hocquenghem ce titre dans Libération : « Peyrefitte brade ses vieux godemichés ».
Reste de la mythique collection de Roger Peyrefitte, une série de douze dessins de Bonet destinés à illustrer une édition de L'Histoire de Juliette ou les Prospérités du vice de Sade (1800), comportant des commentaires autographes de ce dernier, portant son ex-libris, figurera à la vente de livres et de manuscrits organisée par Sotheby's à Paris le 2 novembre 2017.
Il est comparé à Horace de Viel-Castel, amateur d'art, collectionneur et conservateur sous le Second Empire du musée des Souverains (Louvre), vipérin mémorialiste de la Cour et de la Ville sous le Second Empire, ce qui lui valut l'éloquent surnom de Fiel-Castel ; il fut un des chroniqueurs de l'homosexualité sous le Second Empire.
Atteint de la maladie de Parkinson, il vit retiré à Paris, dans son appartement du 16e arrondissement, avenue du Maréchal-Maunoury (immeubles Walter), de 1993 à sa mort en 2000. La cérémonie religieuse a lieu en l'église Notre-Dame-de-Grâce de Passy. Il est inhumé au cimetière d'Alet-les-Bains dans l'Aude, village où sa famille avait possédé la villa Livadia.

## Analyse de l'œuvre
Les romans très documentés de Roger Peyrefitte sont fondés sur des faits réels, historiques ou d'actualité (par exemple la trilogie sur Alexandre le Grand). Mais la plupart de ses ouvrages constituent essentiellement des satires (comme Les Ambassades).
Certains de ces ouvrages s'adressent aux spécialistes (Chevaliers de Malte, Les Juifs) et, même si l'humour de Peyrefitte reste attrayant, certaines de ses œuvres s'avèrent parfois un peu difficiles pour le profane (Les Fils de la Lumière sur la franc-maçonnerie).
Dans la plupart de ses œuvres portant sur des sujets contemporains, il n'a eu de cesse de mettre au jour l'homosexualité ou la pédérastie de certaines personnalités qui, selon lui, se cachent, comme Henry de Montherlant (dépeint à plusieurs reprises sous le pseudonyme transparent de Lionel de Beauséant), le secrétaire général des Nations unies Dag Hammarskjöld, ou même les papes Jean XXIII (« que les familiers du Vatican appelaient Giovanna », écrit-il dans Propos secrets) et Paul VI. De plus, Roger Peyrefitte ne manquait pas d'amuser le lecteur en dénonçant diverses turpitudes des personnes qu'il mettait en scène, ce qui le rendait redoutable à fréquenter. Bien que plus rarement, il fit aussi l'éloge de nombreuses personnalités, comme son amie la chanteuse Sylvie Vartan (cf. L'Enfant de cœur).

## Les Amitiés particulières(1943)

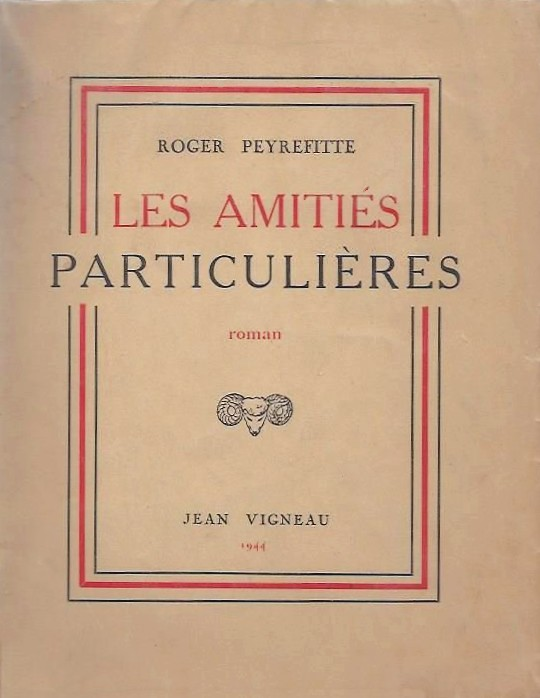
Les Amitiés particulières de Roger Peyrefitte. Édition originale de 1943.

Les Amitiés particulières, son premier roman paru en 1943 chez Jean Vigneau, apporta d'emblée la notoriété à Peyrefitte en obtenant le prix Renaudot pour l'année 1944 (du fait de la guerre, le prix ne sera décerné qu'en 1945). L'auteur fait scandale en décrivant une passion amoureuse homosexuelle entre deux garçons de quatorze et douze ans, une « amitié particulière », au sein d'un internat catholique à l'atmosphère étouffante. Si la sexualité y est évoquée avec discrétion, elle est néanmoins bien présente en filigrane derrière les sentiments exacerbés des garçons – et parfois, aussi, ceux des adultes.
On peut lire cette histoire émouvante comme l'affrontement tragique, au sein d'une communauté exclusivement masculine, de deux religions : celle du Christ et celle, païenne, du Garçon[réf. nécessaire]. Chacun des personnages principaux est peu ou prou traversé par cette lutte entre l'amour mystique et l'amour garçonnier, entre le catholicisme officiel et un amour interdit mais secrètement triomphant. C'est ce caractère quasi mythique, joint à l'érudition de l'auteur, au classicisme du style et à une composition rigoureuse, qui a fait des Amitiés particulières un livre très remarqué.
Vingt ans après sa publication, l'œuvre a été portée à l'écran par Jean Delannoy (1964), dont le film reçut un accueil triomphal à la Biennale de Venise. Sans avoir la densité et la profondeur du roman, cette adaptation est remarquablement servie par le jeune Didier Haudepin (Alexandre), Francis Lacombrade (Georges), Michel Bouquet (le père de Trennes) et Louis Seigner (le père Lauzon).
C'est au cours du tournage en l'abbaye de Royaumont, en mars 1964, que Peyrefitte rencontre Alain-Philippe Malagnac, alors âgé de douze ans et demi. Leur relation dura plusieurs années et fut le sujet, entre autres, des récits Notre amour et L'Enfant de cœur.

## Les Ambassades(1952) etLa fin des Ambassades
Les Ambassades est un roman écrit en 1951 par Roger Peyrefitte, paru chez Flammarion en 1951 ; il suit les aventures de Georges de Sarre en Grèce, où il arrive en 1937 comme attaché d'ambassade.
Le récit est largement inspiré de l'expérience en tant qu'attaché d'ambassade de Roger Peyrefitte à Athènes. Il s'agit aussi d'un roman à clés dont les modèles sont aisément identifiés : sous le personnage de l'ambassadeur Laurent, qui se croit descendant des Médicis, on retrouve l'ambassadeur Henry Cosme, et sous celui d'Amadis Redouté, Amédée Outrey.
André-Paul Antoine adapte le roman avec Roger Peyrefitte. La première a lieu à Paris au théâtre des Bouffes-Parisiens, le 28 janvier 1961, avec une mise en scène d'André Barsacq.

## Les Clés de saint Pierre(1955)
En 1955, Les Clés de saint Pierre, dans lequel Peyrefitte brocarde le pape Pie XII, fait scandale. Par des allusions voilées, il y prête au souverain pontife des tendances homosexuelles – par exemple dans le passage où il montre Pie XII en train de se dépouiller de ses vêtements à la manière d'une jolie femme : comme il commence par appeler le pape « Sa Sainteté », cela lui permet d'en parler ensuite en disant toujours « Elle » ; puis il termine par cette phrase, dans laquelle Pie XII retrouve le genre grammatical masculin : « Sans doute voulait-il mettre un terme à ce déshabillage qui pouvait ne plus avoir de limites ».
François Mauriac menace de quitter L'Express si l'hebdomadaire continuait à faire de la publicité pour le livre. L'affrontement entre les deux écrivains devait encore s'exacerber au moment du tournage du film Les Amitiés particulières, ce tournage ayant fait l'objet d'un reportage à la télévision ; il s'ensuivit une féroce lettre ouverte publiée par Roger Peyrefitte en mai 1964 dans l'hebdomadaire Arts ; Peyrefitte n'hésita pas à accuser Mauriac d'être un homosexuel refoulé, ce qui est une hypothèse confirmée aujourd'hui, et à le traiter de Tartuffe.
Les Clés de saint Pierre faisaient de nombreuses révélations sur le petit monde du Vatican. Dans Propos secrets, Peyrefitte livre le nom de son informateur, Mgr Léon Gromier, chanoine de Saint-Pierre, consulteur à la Sacrée Congrégation des rites et protonotaire apostolique. Tel que le décrit Peyrefitte, ce prélat éclairé semble avoir été un homme plutôt austère, profondément croyant et de mœurs irréprochables ; mais il était scandalisé par ce qu'il voyait, et il était de ceux qui pensent que faire éclater les scandales est le seul moyen de les faire disparaître. Il pourrait avoir servi de modèle au personnage de Mgr Belloro, qui est justement Préfet de la Sacrée Congrégation des Rites.

## Alexandre le Grand
La biographie d'Alexandre III de Macédoine (La jeunesse d'Alexandre ; Les conquêtes d'Alexandre ; Alexandre le Grand) est sans aucun doute l'œuvre de sa vie. Ce livre raconte, non sans humour, la vie fabuleuse du grand conquérant, non pas à la manière de toutes les biographies historiques précédentes rédigées sur le même sujet, mais en y mêlant des connaissances sociales, géographiques, et surtout mythologiques. L'auteur avait pensé intituler initialement cette œuvre Alexandre ou le génie du Paganisme.
Au fil des pages, l'auteur a souhaité démontrer que l'amour était le fil conducteur de la vie d'Alexandre. De ce travail immense, foisonnant, Roger Peyrefitte a reçu le prix de l'Acropole.

## Engagements
En 1954, il participe à la fondation de l'association et revue homosexuelle Arcadie, lancée par André Baudry qu'il soutient activement (avec André du Dognon, Jacques de Ricaumont, et Jean Cocteau qui offre un dessin pour le premier numéro),.
Roger Peyrefitte est également membre du comité d'honneur de l'association homosexuelle universitaire GAGE (« Groupement acryen des grandes écoles »). Il en est exclu après des propos jugés antisémites, lors d'un débat public en 1990 ; l'écrivain Renaud Camus, solidaire de Peyrefitte, démissionne.

## Sexualité
Au contraire d'Henry de Montherlant dont il fut longtemps un ami et un confident, il conçoit sa carrière littéraire comme un engagement littéraire et assidu en faveur de la pédérastie, terme que, comme Gide, il revendique : « Homophilie, mot épouvantable, qui pue la pharmacie ; je n’aime pas plus celui de pédophile, et je lui préfère le mot plus franc de pédéraste, qui ne l’est pas moins » (Propos secrets), qui correspond à « une autre forme de l'amour des enfants ». Il précise ainsi : « J'aime les agneaux, pas les moutons ».
Il n'en reste pas moins considéré comme l'un des premiers militants de la cause homosexuelle avec la création de la revue Arcadie en novembre 1953.
En janvier 1975 il participe aux côtés de Jean-Louis Bory et d'Yves Navarre à l'émission Les Dossiers de l'écran consacrée à l'homosexualité.
Ce long combat pour ce qu'il qualifie de « liberté amoureuse » ne l'empêche d'ailleurs pas de manifester en diverses occasions de la sympathie pour la tradition catholique. Il meurt à 93 ans « muni des sacrements de l'Église ».

## Accueil critique
André Gide fait un accueil laudatif aux Amitiés particulières, dont il déclare : « Je ne sais pas si vous aurez demain le prix Goncourt, mais je puis vous dire que, dans cent ans, on lira encore les Amitiés particulières. » Peyrefitte connaît dans l'après-guerre une notoriété littéraire aux arrière-goûts de scandale.
Cependant, ses commérages, impliquant nombre de ses contemporains et insinuant l'homosexualité de plusieurs d'entre eux, ne lui attirent pas que des sympathies. Pour Philippe Lançon, il y avait chez Peyrefitte « un goût hâbleur, pervers, non dépourvu de vulgarité, pour la provocation publicitaire ». Pris à partie par Peyrefitte, François Mauriac le qualifie d'« assassin de lettres voué à l'oubli », et Pierre Brisson, directeur du Figaro exaspéré par ces dénonciations, commente alors en reprenant la phrase de Saint-Simon « il est arrivé à un tel point d'abjection qu'on avait honte de l'insulter ».
Bertrand Poirot-Delpech, qui deviendra académicien, écrit dans Le Monde du 8 juillet 1977 : « Dénoncer les hypocrisies relève, pour les minorités sexuelles, de la légitime défense. Du moins est-ce de bonne guerre, après ce qu'elles ont subi et qu'elles subissent encore. ».

## Autobiographie
Pour Le Dictionnaire, littérature française contemporaine, Jérôme Garcin, avait demandé, en 1988, à 250 écrivains français de rédiger leur propre autobiographie nécrologique. Roger Peyrefitte était de ceux-là, son texte se termine de la façon suivante :
« L’œuvre de Roger Peyrefitte, aussi variée et aussi hardie, écrite dans une langue dont la qualité est universellement appréciée, touche un vaste public, non moins varié, qui est à la fois celui d’une certaine élite et celui des esprits libres. Bien qu’il soit classé à droite, une enquête du Figaro Magazine en mars 1983 a signalé qu’il est …plus lu chez les communistes qu’Hervé Bazin, prix Lénine. Autre témoignage bien différent dans le même journal : Jean Ferré, en avril 1988, relate ce que disait de lui le cardinal Tisserant, doyen du Sacré Collège, membre de l’Académie française : …Peyrefitte frappe fort, mais rarement à côté. Vous verrez qu’un jour ses écrits apporteront des lumières pour ceux qui voudront comprendre notre temps ».

## Œuvres
Ses œuvres ont été publiées dans de nombreuses langues, en particulier l'italien, l'anglais, et le grec (à la fin des années 1970, sous la forme de feuilleton dans un journal à grand tirage d'Athènes, Ta Néa, sous le nom de « Rozé Perfit »).

### Œuvres principales
- Les Amitiés particulières, roman, Jean Vigneau, 1943
- Mademoiselle de Murville, roman, Jean Vigneau, 1947
- Le Prince des Neiges : drame en trois actes, Jean Vigneau, 1947
- L'Oracle, roman, Jean Vigneau, 1948 (éd. définitive en 1974)
- Les Amours singulières, roman, Jean Vigneau, 1949
- La Mort d'une mère, Éd. Flammarion, 1950
- Les Ambassades, roman, Éd. Flammarion, 1951
- Du Vésuve à l'Etna, récit, Éd. Flammarion, 1952
- La Fin des ambassades, roman, Éd. Flammarion, 1953
- Les Amours de Lucien de Samosate (traduit du grec), Éd. Flammarion, 1954
- Les Clés de saint Pierre, roman, Éd. Flammarion, 1955
- Jeunes proies, Éd. Flammarion, 1956
- Chevaliers de Malte, Éd. Flammarion, 1957
- L'Exilé de Capri, Éd. Flammarion, 1959 (rééd. Le Livre de Poche, 1974, avec un chapitre supplémentaire[28])
- Le Spectateur nocturne, dialogue dramatique, Éd. Flammarion, 1960
- Les Fils de la Lumière, Éd. Flammarion, 1961
- La Nature du prince, Éd. Flammarion, 1963
- Les Secrets des conclaves, Éd. Flammarion, 1964
- Les Juifs, Éd. Flammarion, 1965
- Notre amour, Éd. Flammarion, 1967
- Les Américains, Éd. Flammarion, 1968
- Des Français, roman, Éd. Flammarion, 1970
- La Coloquinte, roman, Éd. Flammarion, 1971
- Manouche, récit, Éd. Flammarion, 1972
- L'Enfant Amour, essai, Éd. Flammarion, 1972
- Un Musée de l'amour, illustré de photographies de Marianne Haas, Éd. du Rocher, 1972
- La Muse garçonnière, textes traduits du grec, Éd. Flammarion, 1973
- Tableaux de chasse, ou La vie extraordinaire de Fernand Legros, Éd. Albin Michel, 1976
- Propos secrets (tome 1), Éd. Albin Michel, 1977.
- Trilogie sur Alexandre le Grand, Éd. Albin Michel :
  - I. - La Jeunesse d'Alexandre, 1977
  - II. - Les Conquêtes d'Alexandre, 1979
  - III. - Alexandre le Grand, 1981
- L'Enfant de cœur, Éd. Albin Michel, 1978
- Roy, Éd. Albin Michel, 1979
- Propos secrets 2, Éd. Albin Michel, 1980.
- L'Illustre écrivain, Éd. Albin Michel, 1982
- Correspondance Henry de Montherlant–Roger Peyrefitte [1938-1941] (tome 1), présentation et notes de R. Peyrefitte et Pierre Sipriot, Éd. Robert Laffont, 1983. (Les tomes prévus suivants ne paraîtront pas.)
- La Soutane rouge, Éd. du Mercure de France, 1983
- Voltaire, sa jeunesse et son temps, Éd. Albin Michel, 1985 (2 tomes)
- L'Innominato : nouveaux propos secrets, Éd. Albin Michel, 1989
- Réflexion sur De Gaulle, Paris, Éd. Régionales, 1991
- Voltaire et Frédéric II, Éd. Albin Michel, 1992
- Le Dernier des Sivry, Éd. du Rocher, Monaco, 1993
- Retours en Sicile, Éd. du Rocher, Monaco, 1996

### Œuvres secondaires
- Les Œuvres libres  / Roger Peyrefitte, etc. Éd. Arthème Fayard, 1951
- « Le petit Arabe », in Arcadie,  no 1, Paris, janvier 1954
- « Les Clés de saint Pierre », in Arcadie,  no 16, Paris, avril 1955
- « Message de vœux », in Arcadie,  no 25, Paris, janvier 1956
- « Les Clés de saint Pierre,  chapitre inédit », in Arcadie,  no 25, Paris, janvier 1956 (republié dans le no 130, octobre 1964)[29]
- « Amour en Arcadie », in Arcadie,  no 37, Paris, janvier 1957
- « Les jeunes gens de Pompéi », in Arcadie,  no 49, Paris, janvier 1958
- « La Rome des papes », in Paese Sera,  1958[30]
- « Allocution prononcée au banquet du cinquième anniversaire », in Arcadie,  no 61, Paris, janvier 1959
- « L'enfant,  poème de Gabriel d'Annunzio, présentation et traduction par Roger Peyrefitte », in Arcadie,  no 64, Paris, avril 1959
- « Pietro Fortini », in Arcadie,  no 86, Paris, février 1961
- « La confession d'un Arcadien sous la Renaissance italienne », in Arcadie,  no 111, Paris, mars 1963
- « Lettre ouverte à M. François Mauriac, Prix Nobel, membre de l'Académie française », in Arts,  Paris, 1er mai 1964[31]
- « Arcadie et Les Amitiés particulières. Allocution de Roger Peyrefitte », in Arcadie,  no 133, Paris, janvier 1965
- Préface de Paris bleu-tendre, Jacques-Louis Delpal, avec la collaboration de Georges Debot, Paris, Éd. du Mont-Cenis, 1973, coll. Ultra-guide
- Préface du catalogue de vente publique Collections Roger Peyrefitte,  Paris, Jean Vinchon, avril 1974
- « Roger Peyrefitte », interview par Jacques Chancel (8 mai 1970), in Radioscopie vol. 1, Paris, J'Ai Lu, 1975
- « Peyrefitte descend Malraux », in Sortir,  novembre 1976[32]
- Texte de présentation de La Grèce, notre mère,  Yves Brayer, Paris, Éd. Michèle Trinckvel, 1982
- Texte de présentation de Paris, raconté par Louis Doucet, photographié par Rosine Mazin, Paris, Sun, 1985
- Tony Agostini, Éditions Play Time, La Varenne, 1987.
- « Les Trois roses », in La Nouvelle Revue Française, Paris, Gallimard[33]
- Quelques images pour la jeunesse d’Alexandre, textes de Roger Peyrefitte, dessins de Gilbert Garnon. Éditions La Vue, 1982, tirage 3000 ex.  (ISBN 2705004475)

### Théâtre
- 1947 : Le Prince des Neiges, pièce en III actes, mise en scène Jean Vernier au Théâtre Hébertot
- 1960 : Les Ambassades (adaptation théâtrale d'André-Paul Antoine), mise en scène André Barsacq au Théâtre des Bouffes-Parisiens
- 1960 : Le spectateur nocturne, pièce en IV actes

### Cinéma
- 1962 : Les Sept Péchés capitaux, segment La Luxure d'après une idée de Roger Peyrefitte, scénario et réalisation Jacques Demy.

## Distinctions
- Prix Renaudot (1945) pour Les Amitiés particulières
- Prix de la Ville de Palerme (1953) pour Du Vésuve à l’Etna[5]
- Prix de l'Acropole (1980) pour son travail en trois volumes sur Alexandre le Grand
- Prix Agrippa d’Aubigné (1986) pour Voltaire, sa jeunesse et son temps[5]
- Prix Capri (1989) pour l’ensemble de son œuvre [5]
- Docteur honoris causa de l'université de Palerme (1992)[34],[5]
- Prix de l'Académie Balzac pour l'ensemble de son œuvre (1991-92)[5]
- Citoyen honoraire de Taormine (1992)[5]

### Filmographie
- Les Amitiés particulières, film de 1964 de Jean Delannoy : scénario original
- Êtes-vous fiancée à un marin grec ou à un pilote de ligne ?, film de 1971 de Jean Aurel  (crédité « pour la première fois à l'écran ») : Le Ministre de la culture